# 8688 Делоне
8688 Делоне (8688 Delaunay) — астероїд головного поясу, відкритий 8 серпня 1992 року.
Тіссеранів параметр щодо Юпітера — 3,587.